# Saperda scalaris
Saperda scalaris là một loài bọ cánh cứng trong họ Cerambycidae.

## Hình ảnh

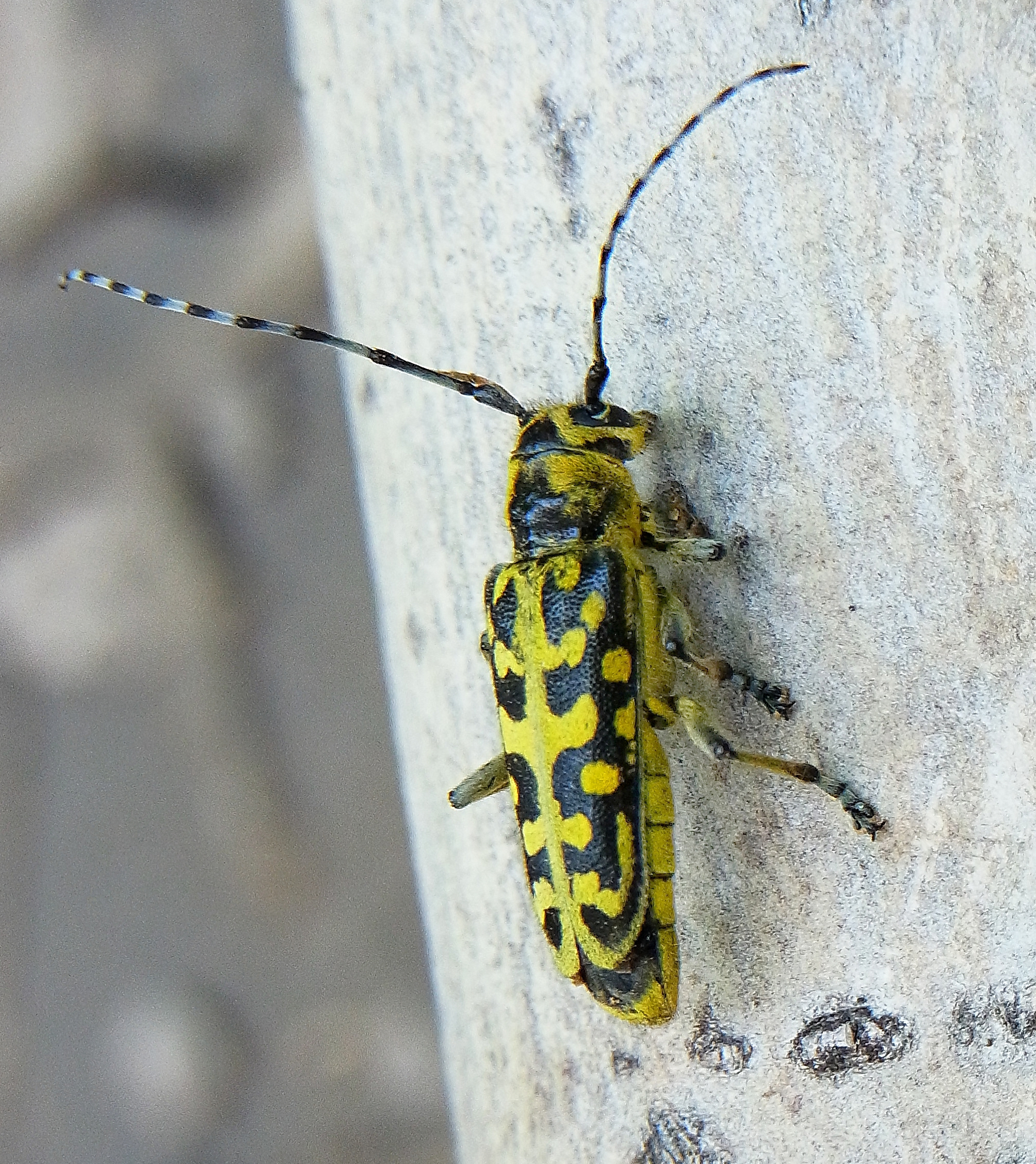
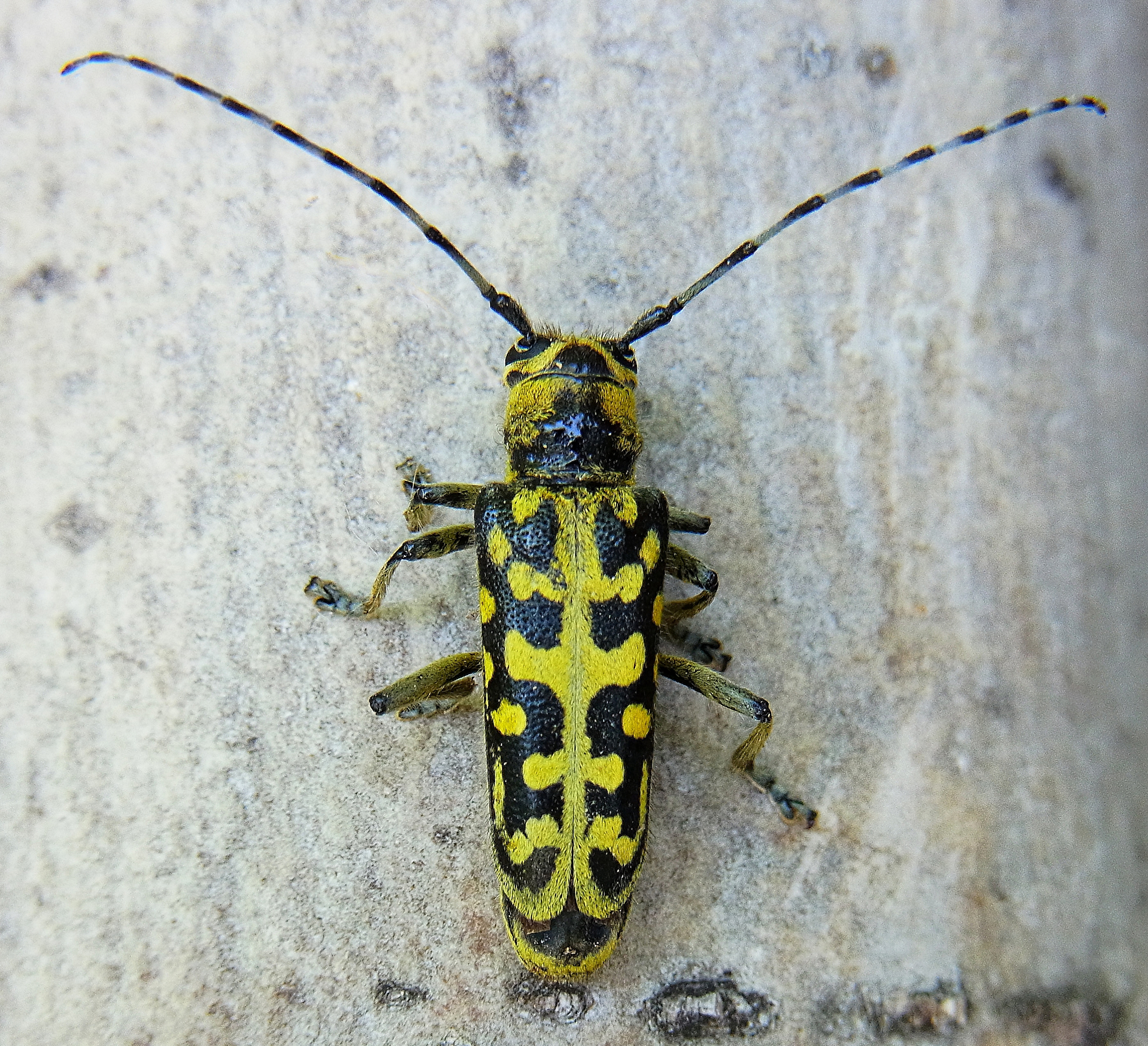
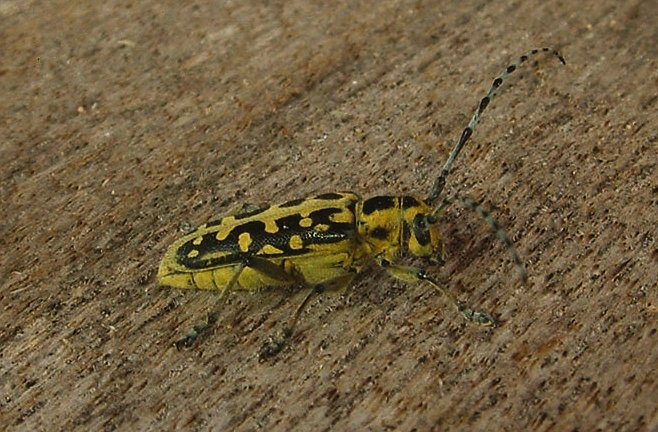
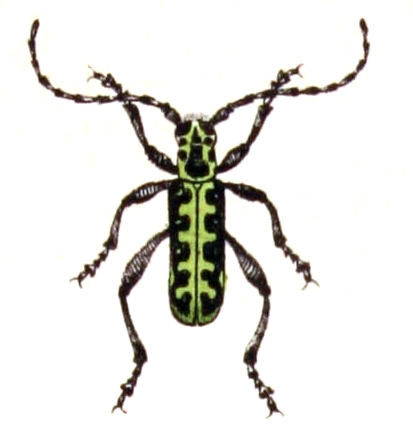